# الذئب المحارب
الذئب المحارب (بالإنجليزية: Wolf Warriors)‏ هو فيلم حركة أُصدر في الصين سنة 2015. إخراج ووجينگ وبطولة ووجينگ وسكوت آدكنز.

## طاقم التمثيل
- ووجينگ
- سكوت آدكنز
- جواد رمضان
- كريس كولنز

يتحدث الفيلم عن الجندي لنغ فينغ الذي يواجه فريق مرتزقة يحاول اغتياله

## وصلات خارجية
- الذئب المحارب على موقع IMDb (الإنجليزية)
- الذئب المحارب على موقع روتن توميتوز (الإنجليزية)
- الذئب المحارب على موقع أول موفي (الإنجليزية)
- الذئب المحارب على موقع فيلمافينيتي (الإسبانية)
- الذئب المحارب على موقع قاعدة بيانات الفيلم (الإنجليزية)
- الذئب المحارب على موقع ليتربوكسد (الإنجليزية)
- الذئب المحارب على موقع كينوبويسك (الروسية)